# Limnodytes mutabilis
Espèce
"Limnodytes" mutabilis est une espèce d'amphibiens de la famille des Ranidae dont la position taxonomique est incertaine (incertae sedis).

## Répartition
Cette espèce a été découverte au Sri Lanka.

## Publication originale
- Kelaart, 1854 : Part I. Descriptions of new or little known reptiles, Prodromus Faunae Zeylanicae, Being Contributions to the Zoology of Ceylon, Colombo, Sri Lanka, vol. 2, p. 11-22.